# Kaufmännische Krankenkasse

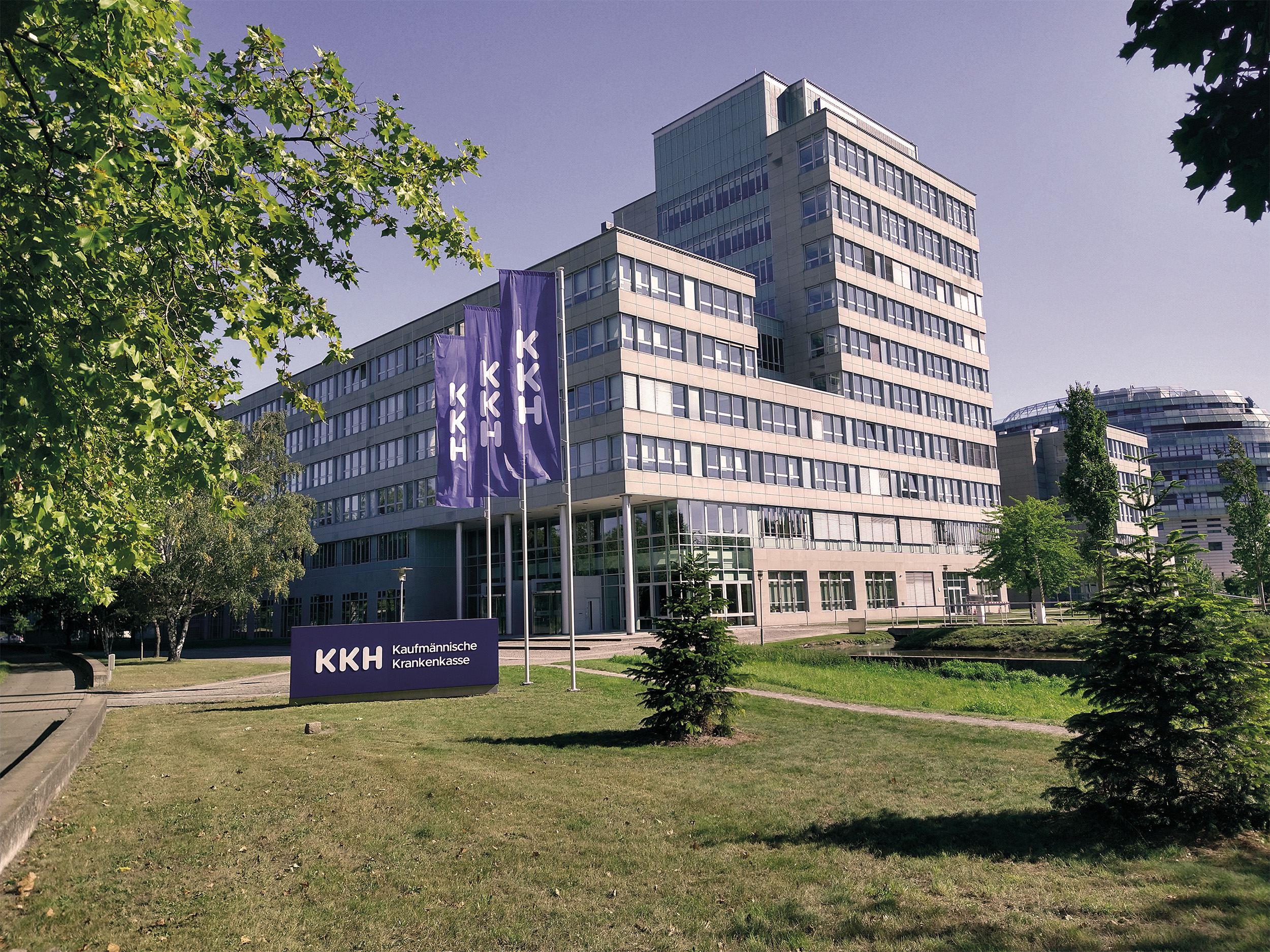
Hauptverwaltung in Hannover

Die Kaufmännische Krankenkasse – KKH mit Sitz in Hannover ist eine deutschlandweit tätige Ersatzkasse und Träger der gesetzlichen Krankenversicherung.

## Struktur
Die KKH gehört zu den großen überregionalen Krankenkassen in Deutschland. Sie ist als Träger der gesetzlichen Krankenversicherung eine Körperschaft des öffentlichen Rechts, die von einem hauptamtlichen Vorstand geführt wird. Die KKH ist Mitglied im Verband der Ersatzkassen (vdek). Die soziale Pflegeversicherung der krankenversicherten Personen erfolgt durch die Pflegekasse bei der KKH. Im Bereich privater Krankenzusatzversicherungen war die Allianz Private Krankenversicherung vom 1. Januar 2009 bis 16. Dezember 2012 exklusiver Kooperationspartner. Seit dem 17. Dezember 2012 wurden Krankenzusatzversicherungen bis Ende 2018 ausschließlich von der DFV Deutsche Familienversicherung vermittelt.

## Vorstand und Verwaltungsrat
Der Vorstand der KKH besteht aus zwei Personen. Das wichtigste Gremium der Selbstverwaltung bei der KKH ist der Verwaltungsrat. Er besteht aus 30 ehrenamtlich tätigen Mitgliedern. Die Mitglieder des Verwaltungsrates der KKH gehören gleichzeitig auch dem Verwaltungsrat der Pflegekasse bei der KKH an.

## Zusatzbeiträge
Die KKH-Allianz musste vom 1. März 2010 bis zum 29. Februar 2012 einen einkommensunabhängigen Zusatzbeitrag in Höhe von 8 Euro monatlich erheben. Seit dem 1. Januar 2015 erhebt sie einen einkommensabhängigen Zusatzbeitrag, 2015 in Höhe von 0,9 Prozent des beitragspflichtigen Einkommens, der zum 1. Januar 2016 auf 1,2 Prozent stieg. Seit 1. April 2017 betrug der Zusatzbeitrag 1,5 Prozent.
Zum 1. Januar 2024 stieg er auf 1,98 Prozent.
Zum 1. August 2024 erhöhte sie den Zusatzbeitrag auf 3,28 Prozent. Ab 2025 werden 3,78 % aufgerufen.

## Geschichte

### Gründung
Vorläufer der KKH war der 1862 von Kaufmannsgehilfen gegründete Kaufmännische Verein. Am 10. März 1890 wurde in Halle (Saale) die eingeschriebene Hilfskasse unter dem Namen Kranken- und Begräbniskasse des Kaufmännischen Vereins zu Halle/Saale gegründet. Mit dem Inkrafttreten der RVO am 1. Januar 1914 wurde sie als Ersatzkasse zugelassen.
Am 1. April 1926 wurde der Name in Kaufmännische Krankenkasse Halle (Saale) Ersatzkasse V.V.a.G. (KKH) geändert. 1934 verlegte die Kasse ihren Sitz nach Berlin. Zum 1. Januar 1936 mussten nicht versicherungspflichtige Mitglieder aus den Ersatzkassen ausgegliedert werden. Von der KKH wurden sie in die neu gegründete Hallesche Krankenkasse V.V.a.G. übertragen.

### 1945–2008

Logo bis 31. März 2009

Nach dem Zweiten Weltkrieg wurde Hannover neuer Sitz der KKH. Die Kasse hatte durch den Krieg über zwei Drittel ihrer Mitglieder (in Ost- und Mitteldeutschland) verloren. 1953 fanden die ersten Wahlen zur Selbstverwaltung in der Sozialversicherung Sozialwahl statt. Bedeutende Wachstumsschübe erhielt die KKH durch die Wiederzulassung von Ersatzkassen in West-Berlin (1958) und im Saarland (1960) und vor allem durch die Wiedervereinigung Deutschlands im Jahr 1990. Bis 1995 war der Personenkreis der Kaufmännischen vor allem auf Angestellte in kaufmännischen sowie verwandten Berufen beschränkt. Seit der Wahlfreiheit 1996 durften alle Personen der KKH beitreten, sofern sie sich nicht der gesetzlichen Krankenversicherung durch Wahl einer privaten Krankenversicherung verschlossen haben. Sie geht seit 2001 mit einer Prüfgruppe Abrechnungsmanipulation gezielt Hinweisen auf Fehlverhalten im Gesundheitswesen nach. Seit Einführung der Pflegeversicherung am 1. Januar 1995 wurde sie für die bei der KKH Krankenversicherten bis zum 31. März 2009 durch die Pflegekasse bei der KKH durchgeführt.

### 2009–2012

Allianz-Logo von April 2009 bis 16. Dezember 2012

Die heutige KKH entstand 2009 durch eine Neugründung mit der Eingliederung von zwei Betriebskrankenkassen. Am 1. April 2009 wurde die Betriebskrankenkasse der Allianz Gesellschaften mit ca. 100.000 Versicherten aufgenommen und der Name auf KKH-Allianz (Ersatzkasse) geändert. Vom 1. April 2009 bis 31. Dezember 2012 wurde die Pflegeversicherung für die Versicherten bei der KKH durch die Pflegekasse bei der KKH-Allianz durchgeführt. Zum 1. Juli 2009 folgte die Metro AG Kaufhof BKK mit etwa 50.000 Versicherten.
2009 war die neue KKH-Allianz mit über 2 Millionen Versicherten, einem Haushaltsvolumen von über 4 Milliarden Euro, 4300 Mitarbeitern in der Zentrale und 113 Service- und Kompetenzzentren die viertgrößte Krankenkasse. Der Wachstumsprozess wurde nicht fortgesetzt und die Versichertenzahl fiel wieder. Ende 2010 hatte sie nur noch 1,86 Millionen Versicherte.

### Seit 2013

Logo vom 17. Dezember 2012 bis 1. August 2023

Zum 1. Januar 2013 erfolgten die Tilgungen der Zusätze Allianz (Ersatzkasse) beziehungsweise Allianz aus den offiziellen Satzungsnamen und einhergehend die Änderungen zurück auf Kaufmännische Krankenkasse – KKH sowie Pflegekasse bei der KKH aufgrund der Trennung vom strategischen Kooperationspartner Allianz Private Krankenversicherung zum 31. Dezember 2012. In Abweichung vom offiziellen Satzungsnamen Kaufmännische Krankenkasse – KKH nutzt sie im Marktauftritt bereits seit dem 17. Dezember 2012 den Namen – analog zu ihrem aktuellen Logo – in umgekehrter Reihenfolge als KKH Kaufmännische Krankenkasse.
Mit Stand Februar 2018 ist die Versichertenzahl auf 1,7 Millionen gesunken.
Im Mai 2021 waren nur noch 1,6 Millionen bei der KKH versichert.

## Angebote und Rezeption
Die KKH hat als erste Krankenkasse das individuelle telefonische Gesundheitscoaching von Versicherten zur Unterstützung therapeutischer Maßnahmen und zur Förderung einer gesunden Lebensweise eingeführt. Überdies engagiert sich die Kasse im Bereich der integrierten Versorgung (IGV), die eine qualitätsgesicherte Behandlung garantieren soll.
Beispielhaft ist das Behandlungsmodell Hilfe bei chronischen Kopfschmerzen und Migräne in Essen, München und Jena. Das Konzept wurde vom Bundesverband Managed Care als „Leuchtturmprojekt“ ausgezeichnet und von Michael E. Porter als eines der drei weltweit besten Versorgungskonzepte in den Lehrplan der Harvard Business School (USA) aufgenommen.

## Kritik
Ende Oktober und Anfang November 2012 berichtete das politische Fernsehmagazin Frontal21, unter Bezugnahme auf interne Telefonprotokolle, die KKH habe schwer Kranke, die ihre Beiträge nicht vollständig zahlten, zum Wechsel der Krankenversicherung aufgefordert. Die KKH ermittelte intern mit dem Ergebnis, dass es bei wenigen Anrufen zu den vorgeworfenen Verhaltensweisen gekommen sei. Die Krankenkasse hat sich bei betroffenen Versicherten entschuldigt. Das Bundesversicherungsamt hat als zuständige Aufsichtsbehörde den Vorgang geprüft und keine Vorstandsverantwortung ermittelt.